# Lupta de la Miercurea Ciuc (1916)
Lupta de la Miercurea Ciuc a fost o acțiune militară de nivel tactic, desfășurată pe Frontul Român, în timpul campaniei din anul 1916 a participării României la Primul Război Mondial. Ea s-a desfășurat în perioada 24 august/6 septembrie 1916  și a avut ca rezultat cucerirea orașului Miercurea Ciuc de către trupele române, în ea fiind angajate forțe române din Divizia 8 Infanterie română și forțe ale Puterilor Centrale din Divizia 61 Infanterie austro-ungară. A făcut parte din acțiunile militare care au avut loc în operația ofensivă în Transilvania.:p. 254

## Comandanți

### Comandanți români
- General Ioan Pătrașcu

### Comandanți ai Puterilor Centrale
- General Konrad Grallert von Cebrów